# Pfarrkirche Paasdorf

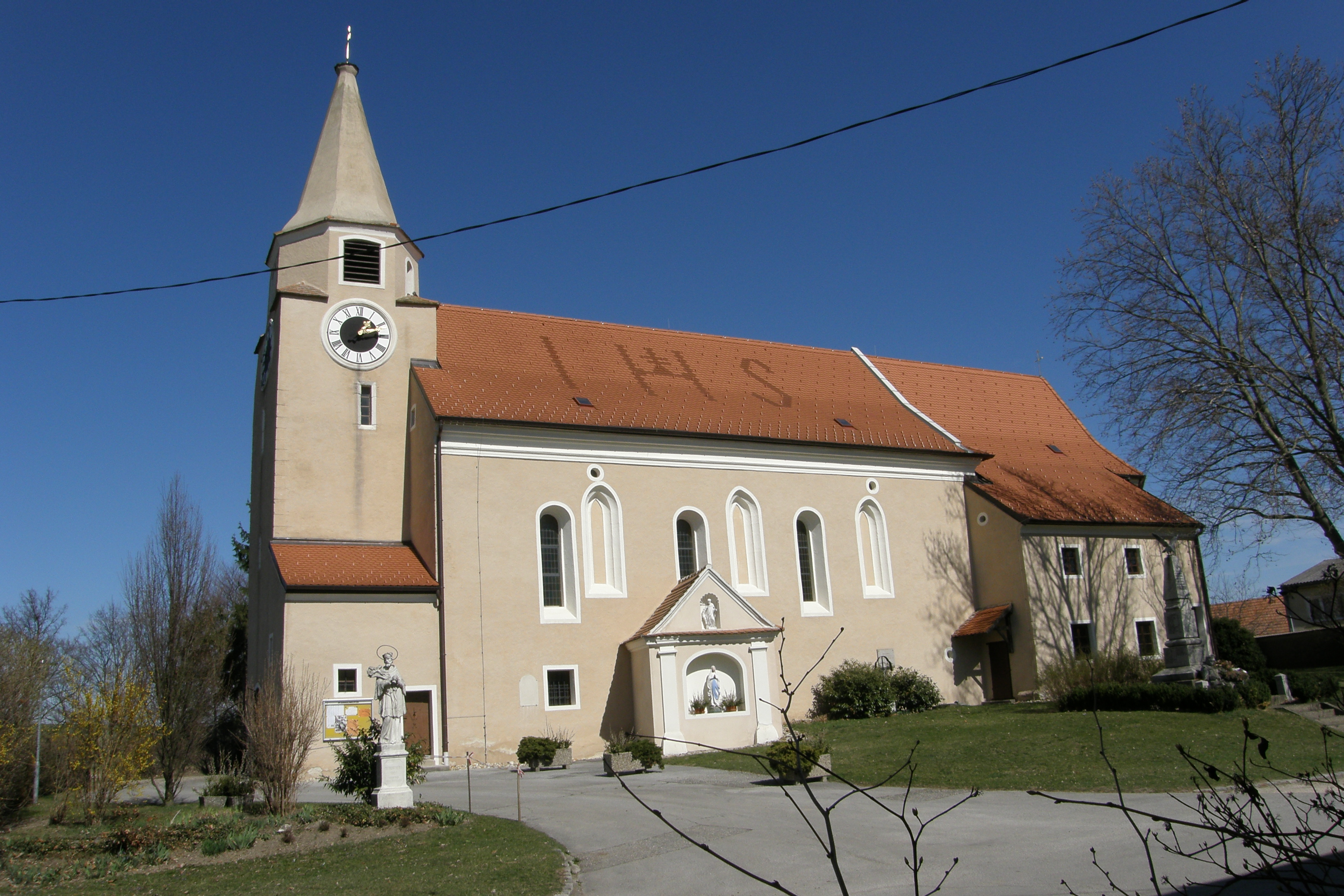
Katholische Pfarrkirche hl. Ägydius in Paasdorf

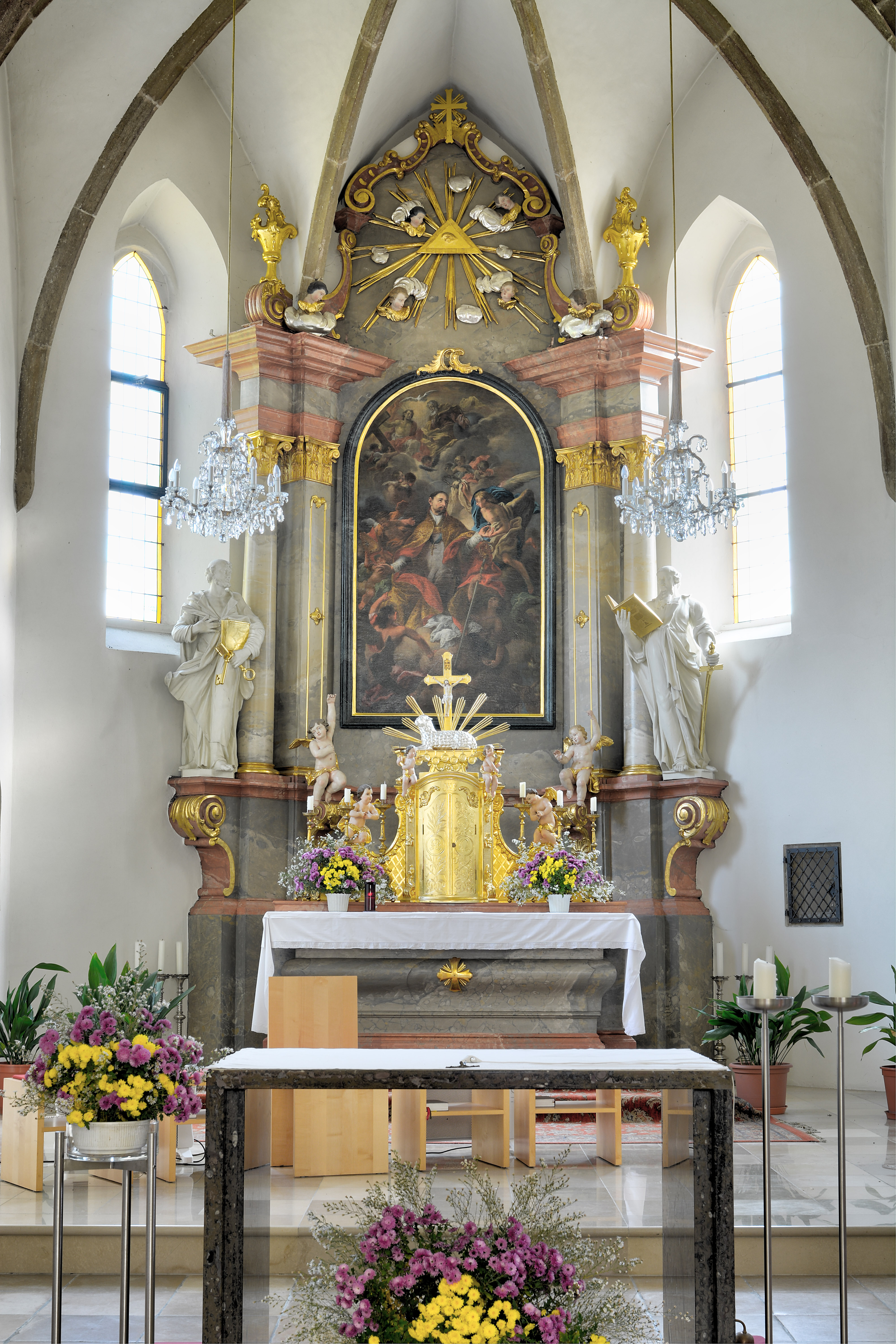
Chor, Blick zum Hochaltar

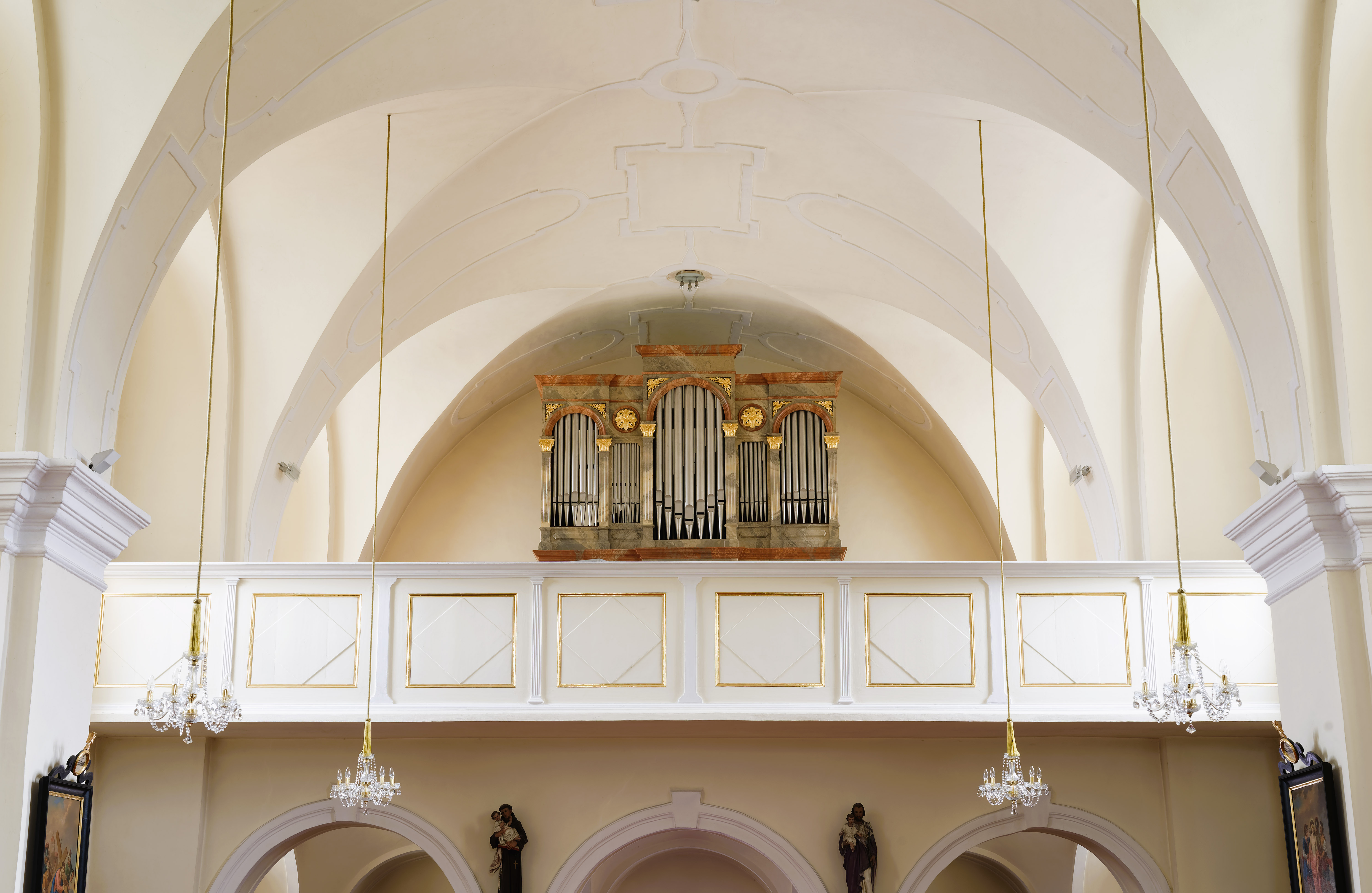
Blick zur Empore mit der Kirchenorgel

Die römisch-katholische Pfarrkirche Paasdorf steht auf einem freien Platz am nordwestlichen Ende des Angers in der Ortschaft Paasdorf in der Gemeinde Mistelbach im Bezirk Mistelbach in Niederösterreich. Die dem Patrozinium des hl. Ädydius unterstellte Pfarrkirche gehört zum Dekanat Mistelbach-Pirawarth im Vikariat Unter dem Manhartsberg der Erzdiözese Wien. Die Kirche steht unter Denkmalschutz (Listeneintrag).

## Geschichte
Um 1285 bestand ein Vikariat. Die Erhebung zur Pfarre erfolgte 1611.
Die gotische Kirche wurde 1663/1664 barockisiert. 1986 war eine Restaurierung.

## Architektur
Der einheitliche gotische Kirchenbau hat einen vorgestellten massiven Westturm, ein Langhaus und einen eingezogenen polygonal geschlossenen Chor mit abgetreppten Strebepfeilern aus dem 14. Jahrhundert. Ursprünglich hatte die Kirche hohe Spitzbogenfenster mit gekehlten Laibungen, diese wurden beim Langhaus vermauert und durch schmale Rundbogenfenster ersetzt und bei der Restaurierung 1986 freigelegt. Die gotischen Fenster an der Chornordseite sind barock ausgerundet, das östliche Polygonfenster ist vermauert. In der nördlichen Langhausmauer gibt es Reste eines Überfangbogens eines vermauerten gotischen Portals, in der Abmauerung gibt es ein vermauertes spätgotisches Segmentbogenportal. Nördlich und südlich gibt es im Langhaus ostseitig kleine Oculi den ehemaligen Seitenaltären des 14. Jahrhunderts zugehörig. Der vorgestellte Westturm aus dem 14. und 15. Jahrhundert ist mit einer Ortsteinquaderung und Schartenluken gegliedert, das achtseitige Glockengeschoß trägt einen Pyramidenhelm. Im südlichen Chorwinkel steht ein zweigeschoßiger Anbau, im Kern wohl eine gotische Stifterkapelle, im 17. Jahrhundert erweitert. An der Langhaussüdwand steht eine schräg angesetzte barocke Vorhalle, der Eingang wurde im 19. Jahrhundert vermauert.
Das Kircheninnere zeigt ein Turmerdgeschoß mit einem Kreuzgratgewölbe mit angeputzten Graten. Das Langhaus, ursprünglich mit einer Flachdecke, zeigt eine frühbarocke Einwölbung aus 1663 mit einer Stichkappentonne mit angeputzten Graten auf geschichteten Wandpfeilern mit profiliertem Gebälk.

## Einrichtung
Der Hochaltar im Chorpolygon, von Graf Perlas 1770 gestiftet, ist ein Sarkophagaltar mit einem Säulenretabel und einem Tabernakelaufbau, er zeigt das Altarbild hl. Ägydius von Bartolomeo Altomonte und trägt die barocke Figuren der Heiligen Peter und Paul.
Die Orgel in einem neoklassizistischen Gehäuse befindet sich ein Werk von Franz Capek 1902.